# Уве, Эндрю
Эндрю Уве (англ. Andrew Uwe; 12 октября 1967) — нигерийский футболист, защитник. Участник летних Олимпийских игр 1988 года и серебряный призёр двух Кубков африканских наций.

## Биография
Эндрю Уве родился 23 октября 1962 года.

### Клубная карьера
Начал профессиональную карьеру в 1985 году в клубе чемпионата Нигерии — «Левентис Юнайтед». В 1988 году перешёл в «Ивуаньянву Нэйшнл». Вместе с командой дошёл до финала африканского Кубка чемпионов 1988 года, тогда «Ивуаньянву Нэйшнл» уступил алжирскому «ЕС Сетифу» в двухматчевом противостоянии. В 1989 году стал игроком бельгийского клуба «Руселаре», который выступал в Третьем дивизионе. В составе команды провёл 4 сезона и сыграл в 44 матчах, забив 5 голов.
В 1994 году перешёл в немецкий «Веен», а спустя год в «Ольденбург». В «Ольденбурге» нигериец являлся игроком основного состава на протяжении трёх сезонов, вместе с командой выходил во Вторую Бундеслигу. В 1998 году стал игроком «Рот-Вайсса» из города Ален. Завершил карьеру игрока в 2000 году в команде «Клоппенбург». Работал тренером в США, имея тренерскую лицензию УЕФА категории «B». Тренировал юношеские команды в Германии.

### Карьера в сборной
В 1985 году в составе молодёжной сборной Нигерии до 20 лет участвовал в чемпионате мира, который проходил в СССР. Нигерия стала обладателем бронзовых наград турнира, обыграв в матче за третье место СССР (0:0 основное время и 3:1 по пенальти). Уве сыграл во всех шести играх на турнире.
В составе национальной сборной Нигерии выступал с 1987 года по 1990 год, проведя в составе сборной 11 игр. В марте 1988 года был заявлен для участия в Кубке африканских наций в Марокко. Нигерия дошла до финала, однако в решающей игре уступила Камеруну с минимальным счётом (0:1). Эндрю Уве сыграл 4 играх.
В сентябре 1988 года главный тренер олимпийской сборной Нигерии Манфред Хонер вызвал Эндрю на летние Олимпийские игры в Сеуле. В команде он получил 3 номер. В своей группе нигерийцы заняли последнее четвёртое место, уступив Югославии, Австралии и Бразилии. Уве сыграл во всех трёх играх на турнире.
В марте 1990 года Уве был приглашён на Кубок африканских наций, который на этот раз проходил в Алжире. Нигерия вновь дошла до финального матча, где уступила хозяевам турнира — Алжиру (0:1). Уве сыграл в трёх играх на турнире.

## Достижения
- Серебряный призёр Кубка африканских наций (2): 1988, 1990
- Бронзовый призёр чемпионата мира среди молодёжных команд: 1985
- Финалист африканского Кубка чемпионов: 1988